# Külképviseleti névjegyzék
A külképviseleti névjegyzék azon magyar választópolgárok nevét tartalmazó lista, akik választások vagy országos népszavazások napján külföldön tartózkodnak, s a Magyar Köztársaság nagykövetségein és főkonzulátusain kívánnak szavazni.

## Külképviseleti névjegyzék és szavazás

### Külképviseleti névjegyzék
Kérelem alapján a helyi választási iroda vezetője, vagy a jegyző a választópolgárt haladéktalanul felveszi a külképviseleti névjegyzékbe, s törli a lakcíme szerinti névjegyzékből, és értesíti a kérelmezőt a külképviseleti névjegyzékbe vételéről, illetve elutasításáról.
A kérelem tartalma: a kérelmező neve, személyi azonosítója, születési helye és ideje, anyja neve, magyarországi életvitelszerűen otthonául használt címe (megjegyzés: állandó lakcím, vagy tartózkodási hely – mindkettő megfelelő), annak a külképviseletnek a megjelölése, ahol a kérelmező választani kíván, a kérelem a választás melyik fordulójára vonatkozik, a kérelmező külföldi értesítési címe, ha a helyi választási iroda vezetőjének döntéséről szóló értesítés kézbesítését nem a magyarországi lakcímére kéri.

### Külképviseleti szavazás a névjegyzék alapján
Az a választópolgár, aki a szavazás napján külföldön tartózkodik, a Magyar Köztársaság nagykövetségein és főkonzulátusain egy, a Magyar Köztársaság által hivatalosan kiállított arcképes igazolvánnyal szavazhat.
A külképviseleti szavazás akkor lehetséges, ha azt a fogadó állam nem ellenzi. Az Európai Unió területén azonban bárhol élő magyar választópolgárnak joga van az adott ország területén akkor is szavazni, ha ezt az ottani magyar külképviselet nem kezdeményezi. Ebben az esetben az EU kötelezheti Magyarországot óvás miatt új választások kiírására.
Nem kerül sor szavazásra azon a külképviseleten, amelynek névjegyzékében egyetlen választópolgár sem szerepel.